# Sidi Amar (Annaba)
Pour les articles homonymes, voir Sidi Amar.
Sidi Amar est une commune de la wilaya d'Annaba en Algérie.

## Géographie
La commune de Sidi Amar est située au centre de la wilaya d'Annaba.
|          | El Bouni           |           |
| Berrahal | Sidi Amar          | El Hadjar |
|          | Cheurfa, El Hadjar |           |

## Démographie
Sidi Amar est la troisième commune la plus peuplée de la wilaya d'Annaba après Annaba et El Bouni, selon le recensement général de la population et de l'habitat de 2008, la population de la commune de Sidi Amar est évaluée à 125 265 habitants contre 44 546 en 1987:
| 1987   | 1998   | 2008   |
| ------ | ------ | ------ |
| 44 546 | 72 448 | 83 254 |

## Origine des habitants
La commune de Sidi Amar est une commune cosmopolite, habitée par des gens de plusieurs régions du pays venus travailler au complexe sidérurgique d'El Hadjar qui est implantée sur le territoire de la commune, par la suite l'université, attire aussi les gens de différentes régions, dans les localités rurales attachées à la commune on trouve Hdjar Edisse, ces habitants sont majoritairement de la région de M'Sila.